# 武蔵野美術大学 美術館・図書館
武蔵野美術大学 美術館・図書館（むさしのびじゅつだいがく びじゅつかん・としょかん）は、東京都小平市小川町にある美術館図書館。武蔵野美術大学が運営する施設。

## 沿革
- 1957年 - 武蔵野美術短期大学附属図書館開設。
- 1967年 - 美術館棟開設[2]。
- 2010年 - 美術資料図書館を美術館･図書館へ名称変更。